# نايجل رايت
نايجل رايت (بالإنجليزية: Nigel Wright)‏ هو مغني ومغن مؤلف وعازف قيثارة أمريكي، ولد في 14 سبتمبر 1993.